# Ommatius erythropygus
Ommatius erythropygus là một loài ruồi trong họ Asilidae. Ommatius erythropygus được Curran miêu tả năm 1927. Loài này phân bố ở vùng nhiệt đới châu Phi.